# Contrada Legnarello
La contrada Legnarello (Lignarel o Rignarel in dialetto legnanese) è una delle otto contrade in cui è divisa la città lombarda di Legnano. È situata nella zona oltre Sempione, a nord-est della città. Partecipa annualmente al palio di Legnano ed è stata istituita in occasione dell'organizzazione della festa del Carroccio (1932).

## Storia

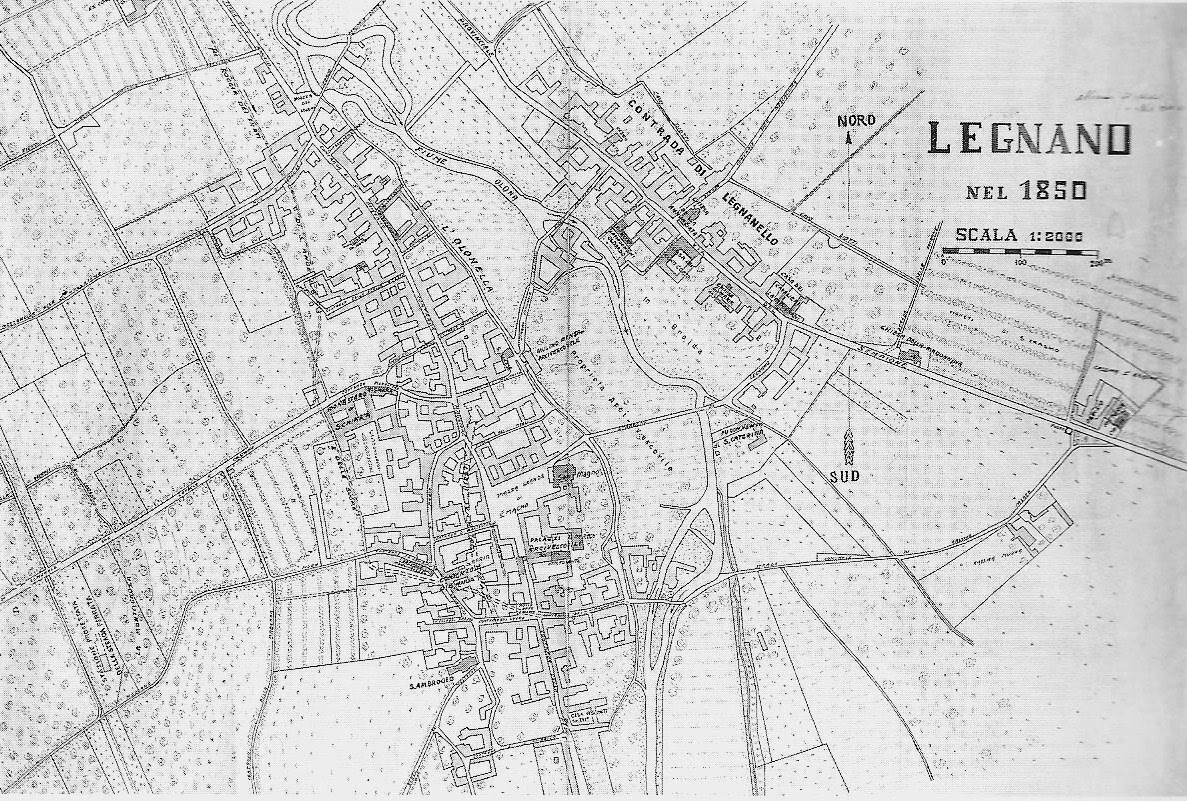
Una mappa di Legnano del 1850: si vedono ancora i due abitati di Legnano e Legnanello (all'epoca ancora distinti) divisi dall'Olona e dall'Olonella. I due centri abitati si sono poi saldati in un unico conglomerato urbano con l'espansione edilizia del XX secolo

Nella contrada è situato il Parco Bosco dei Ronchi, un'area verde urbana che deve il suo nome a un grande pianalto morenico che si estende su un ampio territorio e che si è formato grazie ai depositi accumulati nel corso dei secoli dal fiume Olona; tale deposito geologico naturale è chiamato dai legnanesi con l'appellativo di "Ronco". In origine, all'altezza del Ronco, l'Olona formava un'ansa verso sinistra che portò all'accumulo di detriti e alla nascita del suddetto pianalto.
Già in epoca preistorica la zona del Bosco dei Ronchi era particolarmente adatta all'insediamento umano: grazie alla sua conformazione, proteggeva i suoi abitanti dai freddi venti provenienti da nord senza impedire ai raggi del Sole di illuminare e scaldare l'area. Per tale motivo questi pendii erano anche adatti alla coltivazione della vite, coltura che caratterizzò il paesaggio legnanellese per secoli. La produzione vinicola scomparve poi all'inizio del Novecento a causa di una malattia che falcidiò la pianta della vite.
A Legnanello sono stati trovate due punte di lancia in bronzo che sono databili tra il IX e l'VIII secolo a.C.. Ciò è la conferma del fatto che le colline che costeggiano l'Olona fossero luoghi abitabili e frequentati già in epoca preistorica; da ciò si può anche dedurre che la media Valle Olona fosse una rilevante via di comunicazione già all'epoca.

Mulino Schiatti alla Gabinella nel 1930

Un documento del 1594 attesta la presenza, nel quartiere Gabinella, rione appartenente alla contrada Legnarello, di cinque mulini lungo il fiume Olona oltre che un impianto molinatorio nel borgo di Legnanello. Questi mulini furono poi demoliti nel corso dei secoli.
Legnanello è uno dei due nuclei originari della moderna Legnano: come già accennato, già molto tempo prima che venissero istituite le contrade del palio, Legnanello costituiva un borgo separato dal resto dell'abitato principale della città. Fin dall'epoca medievale Legnano era divisa in due parti: l'agglomerato più grande e importante ubicato sulla riva destra dell'Olona e che corrisponde al moderno centro della città (la cosiddetta Contrada Granda, in dialetto legnanese) e un borgo più piccolo, Legnanello, sulla riva sinistra del fiume. Legnanello veniva considerata una comunità peculiare e ben definita, nonostante non fosse amministrativamente autonoma dal comune di Legnano: tale era l'importanza del piccolo borgo che nei documenti ufficiali antichi l'agglomerato urbano legnanese è definito "Legnano con Legnanello". 

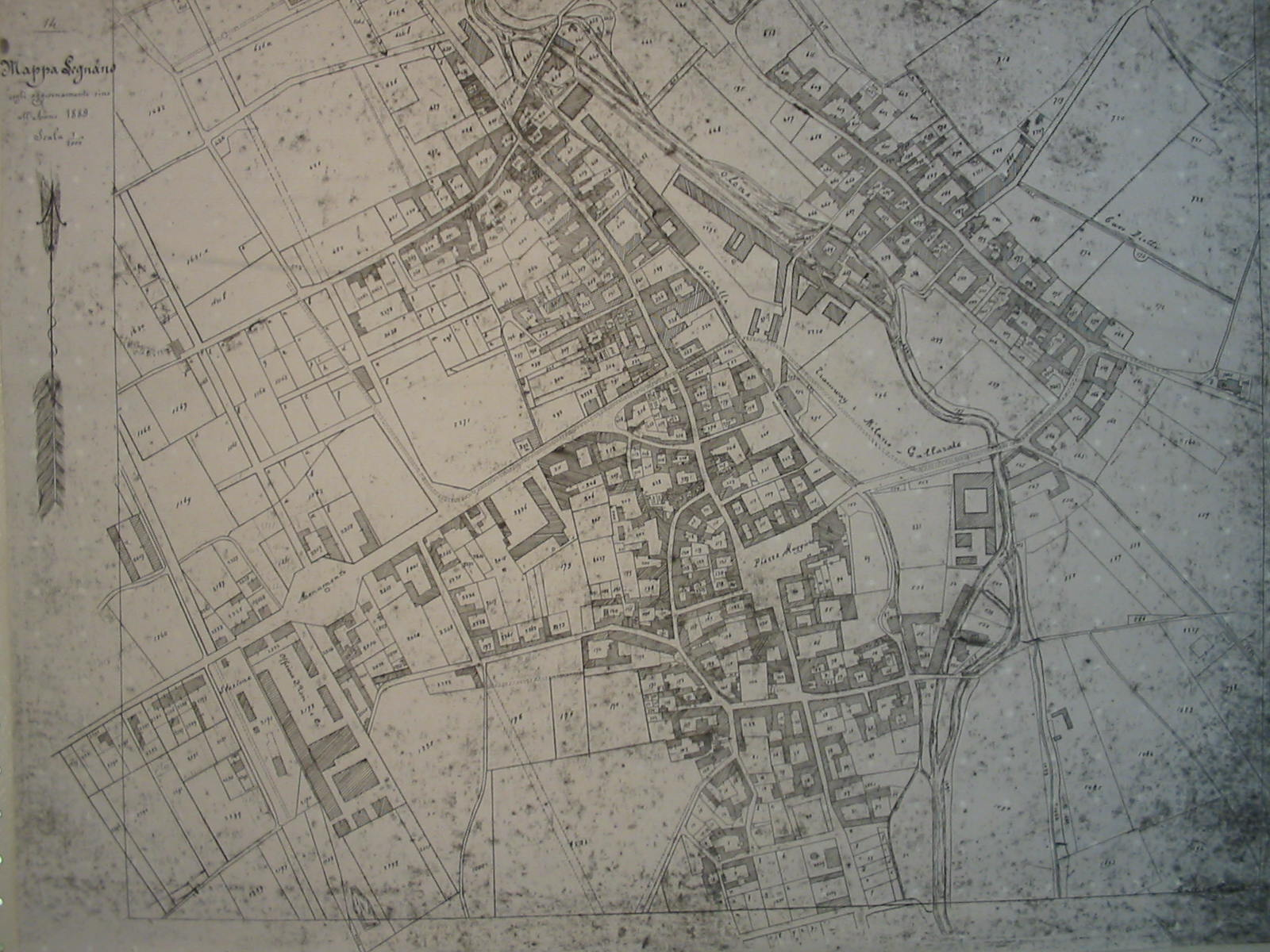
Una mappa di Legnano del 1889

All'epoca le due comunità, che avevano un'esistenza indipendente, erano in comunicazione grazie alla presenza di alcuni di ponti. I terreni compresi tra i due abitati erano attraversati dall'Olonella (una diramazione naturale del fiume) e dal corso principale dell'Olona, i quali formavano un'isola naturale che era conosciuta come "Braida Arcivescovile" essendo di proprietà dell'arcidiocesi di Milano; la Braida Arcivescovile restò libera da costruzioni fino al XX secolo perché spesso allagata dalle acque dell'Olona. L'Olonella aveva origine dal corso principale fiume poco prima del centro abitato e, dopo aver lambito il borgo maggiore vicino alla moderna basilica di San Magno, rientrava poco più a valle nell'Olona. L'Olonella è stata poi interrata nella prima parte del XX secolo.
La Legnanello dell'epoca era costituita da poche case che erano situate lungo la strada parallela al corso principale dell'Olona, il moderno corso Sempione, anticamente conosciuto come "strada magna", che riprende il tracciato di un'antica strada romana, la via Severiana Augusta. Il borgo principale era invece formato da un agglomerato di abitazioni che si sviluppava intorno a una piazza (la moderna piazza San Magno). I due centri abitati si sono poi saldati in un unico conglomerato urbano con l'espansione edilizia del XX secolo. 

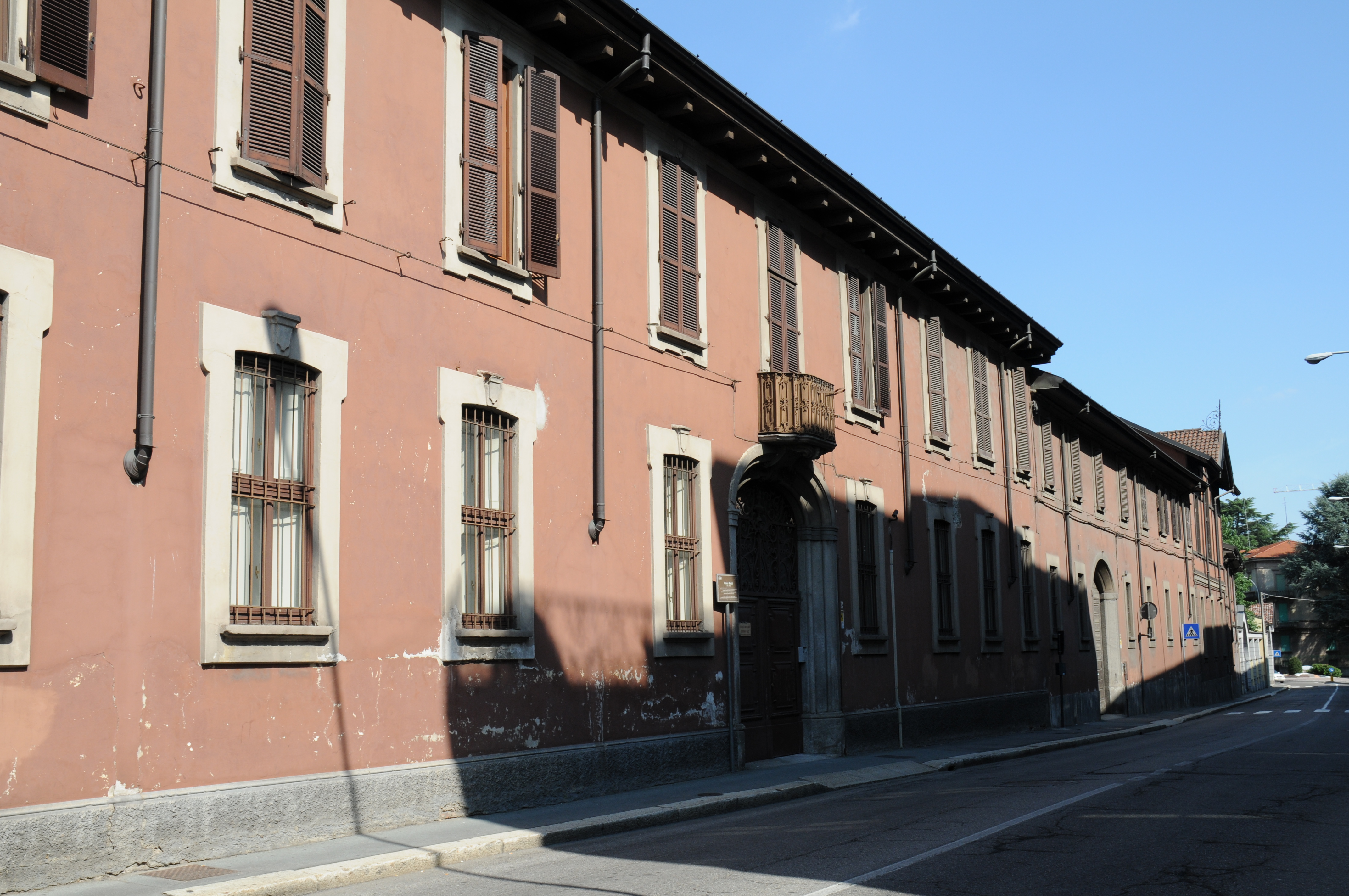
Palazzo Melzi, edificio storico che si trova a Legnanello

Legnanello, durante il Rinascimento, diventò residenza di molte famiglie nobiliari legnanesi come i Corio, i Melzi d'Eril e i Lampugnani: ancora oggi, nel quartiere, sono presenti alcuni palazzi gentilizi come Casa Corio e palazzo Melzi. Nel XIX secolo Legnanello fu dotata di un ufficio postale autonomo, che operò dall'aprile all'ottobre del 1850.
Il primo documento scritto che riguarda Legnano fu redatto durante la dominazione franca e cita il quartiere di Legnanello. Questo atto documentato si riferisce a una permuta di terreni tra Pietro I, arcivescovo di Milano, e il monastero di Sant'Ambrogio di Milano. Tale testimonianza scritta, che è del 23 ottobre 789 e che è compresa nel Codice diplomatico longobardo al numero LIV, è legata alla fondazione del monastero milanese, che stato eretto proprio in questa data. All'interno di essa si può leggere:
(Codice diplomatico longobardo, numero LIV)
Sembra che il rione esistesse già nel 687, quando ebbe inizio la celebrazione religiosa della Candelora, che fu introdotta da papa Sergio I e che si officiava ogni 2 febbraio.
Secondo una leggenda, durante l'epidemia di peste del 1630, ventuno abitanti di Legnanello si rifugiarono in una cascina isolata, situata nella moderna via Canova, con lo scopo di evitare il contagio; i ventuno legnanellesi si salvarono, e per tale motivo il rione iniziò ad essere soprannominato, in dialetto legnanese, ul paés dul vintùn (in italiano, "il paese del ventuno"). Un'altra spiegazione su questo appellativo richiama invece un famoso scherzo goliardico fatto ai legnarellesi nel 1821 da parte dei legnanesi.
Da questo soprannome è poi derivato la denominazione del periodico della contrada, Ul Giurnal dul 21 (in italiano, "il giornale del 21"), ed è scaturita la scelta dell'ubicazione della sede della contrada, che si trova in via Dante Alighieri proprio al numero civico 21
Nella notte tra il 13 e il 14 agosto 1943 oltre 500 bombardieri britannici sorvolarono la Lombardia diretti a Milano; alcuni di essi, per errore, finirono su Legnano dove sganciarono delle bombe. A Legnanello questo bombardamento causò 27 morti, quasi tutti periti per strada mentre fuggivano verso i vicini boschi. Alcuni ordigni caddero anche sul vicino Cotonificio Cantoni (due bombe sono state rinvenute nel 2008).

## La contrada soppressa dell'Olmina
Il suo territorio include la contrada soppressa dell'Olmina, che fu inglobata da Legnarello nel 1937 perché il quartiere a cui faceva riferimento non era molto abitato e quindi aveva difficoltà a sostenere economicamente la partecipazione al Palio.

## La chiesa di riferimento

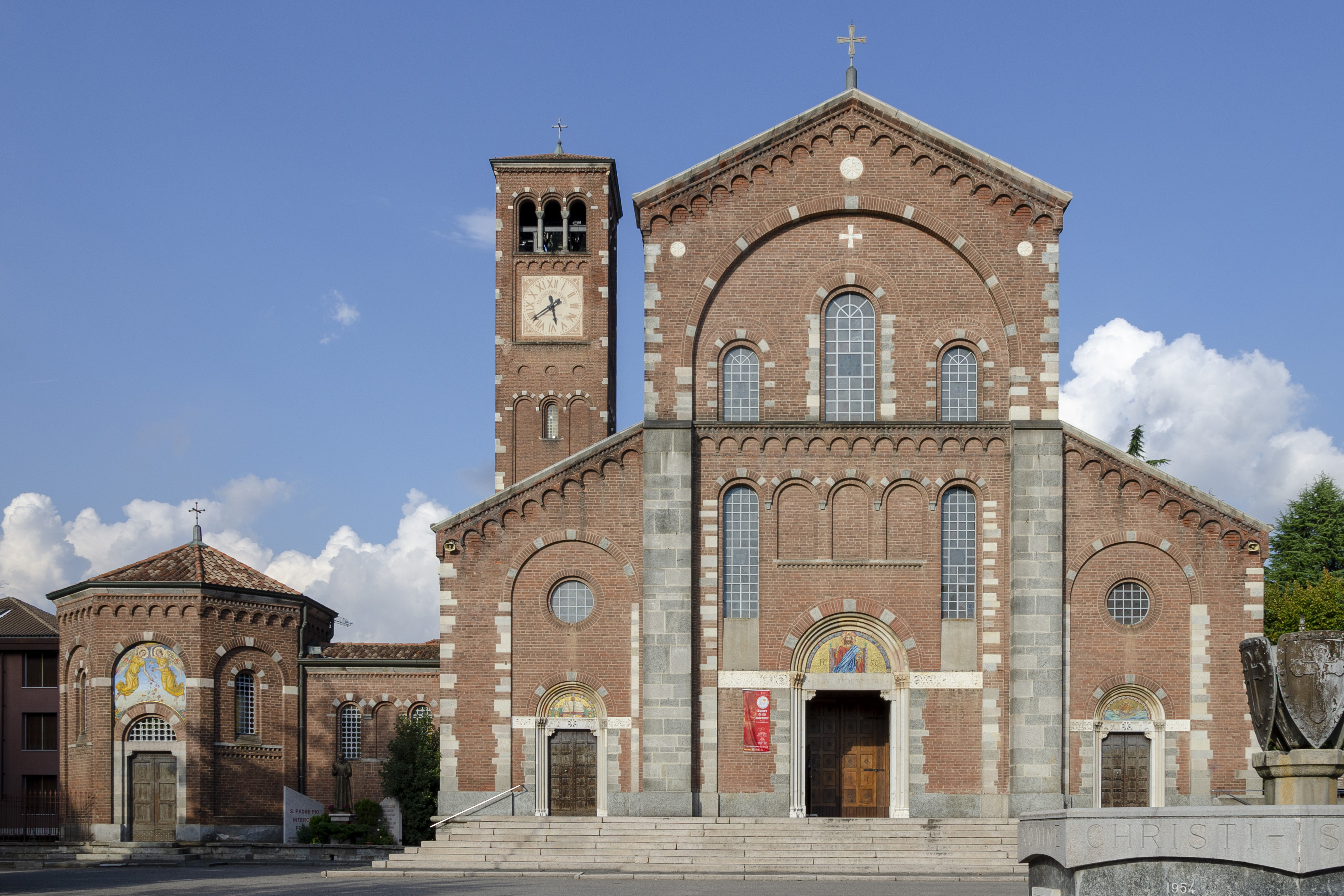
La chiesa del Santissimo Redentore

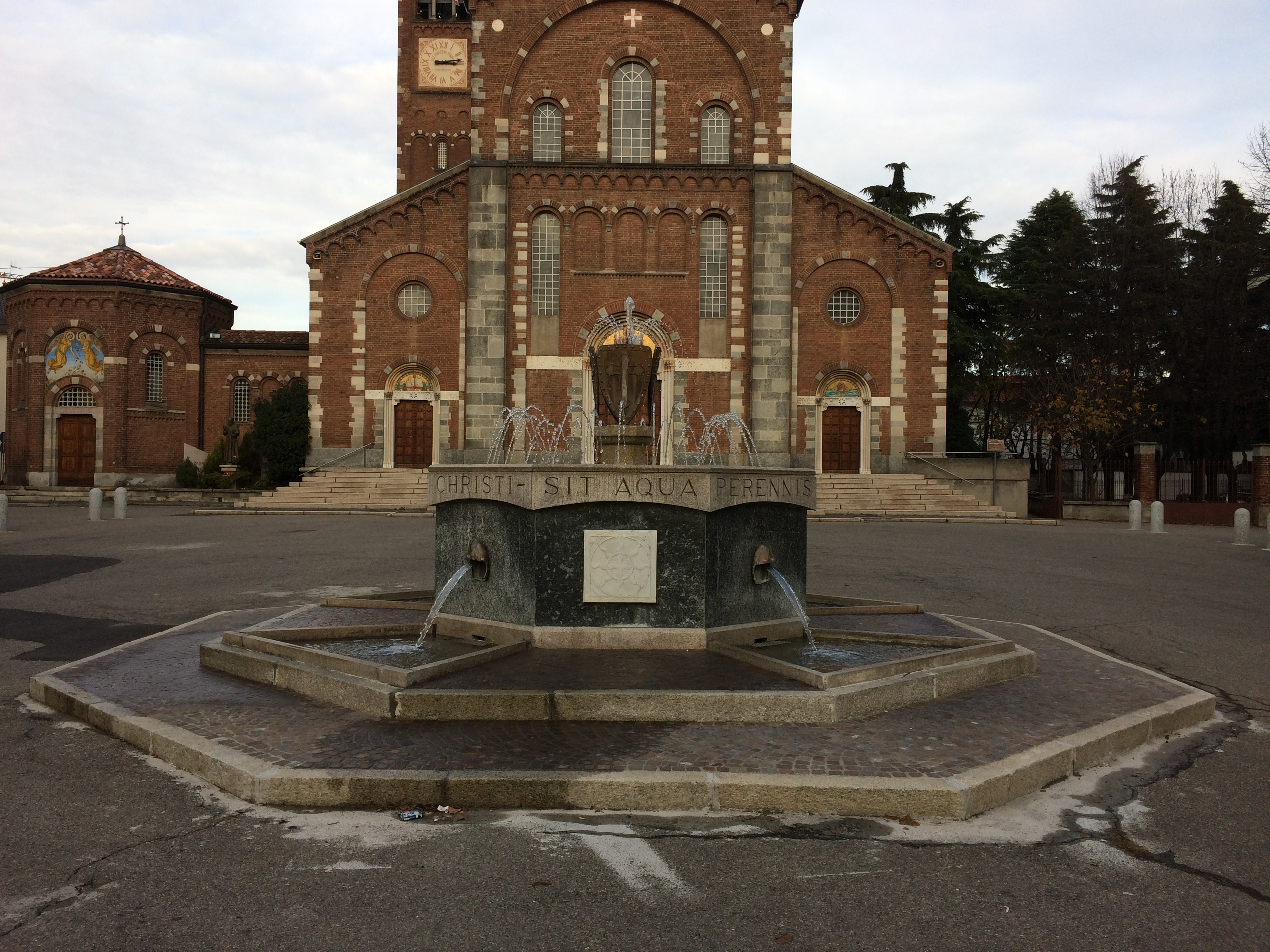
La fontana di piazza del Redentore a Legnanello

La contrada fa riferimento alla chiesa del Santissimo Redentore, che è stata consacrata nel 1902 e che è dedicata al Cristo Redentore.
In occasione della vittoria della contrada nella corsa ippica, la copia della croce di Ariberto da Intimiano viene solennemente traslata nella chiesa di riferimento del rione vincitore e qui conservata per un anno: questo ambito simbolo di vittoria è custodito nella chiesa fino all'edizione successiva del palio.
Precedentemente i legnanellesi facevano riferimento alla chiesa di Santa Rita o "della Purificazione"), ora annessa all'istituto scolastico privato Barbara Melzi. Le prime notizie documentate su questo edificio religioso risalgono al 7 agosto 1584, quando il san Carlo Borromeo la elevò a chiesa di riferimento per il borgo di Legnanello. Il 13 agosto 1898 il cardinal Andrea Ferrari la eresse a parrocchiale, funzione che ebbe fino al 1902, quando fu inaugurata la già citata chiesa del Santissimo Redentore, davanti alla quale, nel 1959, è stata realizzata una fontana su cui sono stati scolpiti gli stemmi delle contrade di Legnano e i simboli più importanti della sagra.
Sul territorio appartenente alla contrada Legnarello è anche situato il santuario di Santa Teresa del Bambin Gesù, luogo di culto cattolico realizzato tra il 1931 e il 1933.

## Il nome della contrada
I termini "Legnanello" (con suffisso -nello) e "Legnarello" (avente suffisso -rello), sebbene molto simili, indicano due concetti geografici differenti: Legnanello è il nome di un antico quartiere legnanese che ha origini almeno altomedievali, mentre Legnarello è la contrada istituita nel 1932 in occasione dell'organizzazione della festa del Carroccio e che partecipa dal 1935 al palio di Legnano.
"Legnarello" deriva da Legnarèl, termine dialettale legnanese che indica la località di Legnanello. La presenza della -r intervocalica in "Legnarello" è spiegabile considerando le caratteristiche del vernacolo legnanese, una cui caratteristica è proprio la conservazione di questa consonante.
La contrada Legnarello e il quartiere di Legnanello hanno confini differenti. Ad esempio quest'ultimo comprendeva storicamente anche l'ospizio Sant'Erasmo, che invece appartiene all'omonima contrada, mentre la contrada Legnarello ha assorbito la soppressa contrada Olmina, che era di riferimento dell'omonimo quartiere legnanese, che è storicamente distinto dal quartiere di Legnanello. La contrada Legnarello comprende anche vaste aree un tempo libere da costruzioni, che sono esterne al rione storico di Legnanello, e che in seguito hanno subito un processo di urbanizzazione diventando parte del centro abitato di Legnano.

## Il maniero

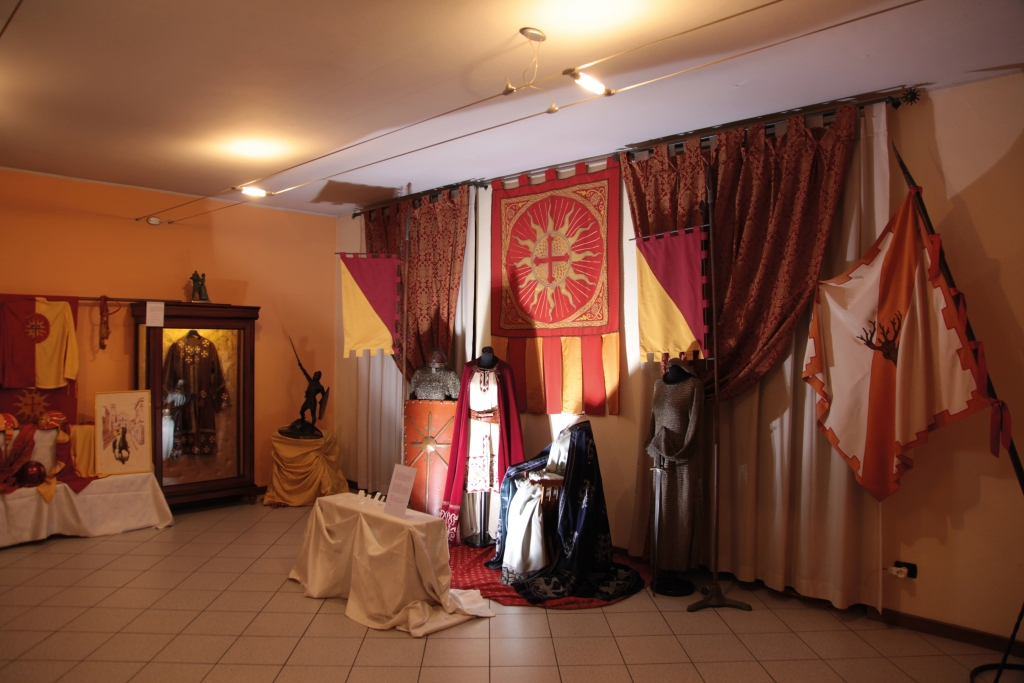
Interno del maniero della contrada Legnarello

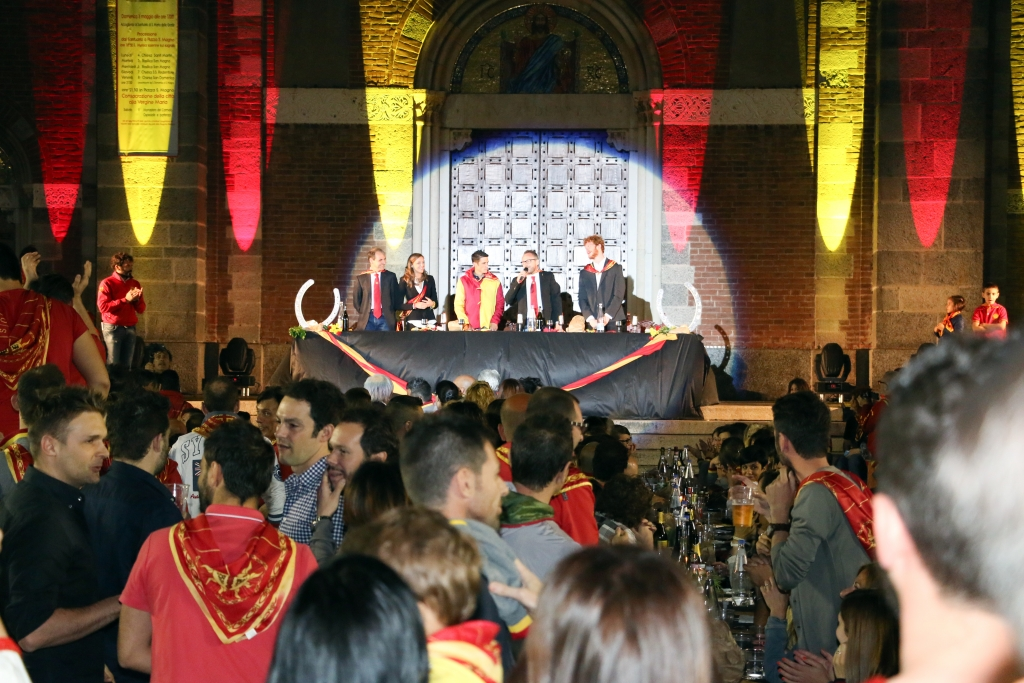
Cena propiziatoria della contrada Legnarello per il palio di Legnano 2015

Nel corso della sua storia la contrada ha cambiato diversi manieri. In origine la sede trovò ospitalità in locali di proprietà dei capitani e di alcuni contradaioli. Il primo maniero vero e proprio venne allestito nel maggio del 1986 all'interno di una villetta che fu, nell'occasione, completamente restaurata. L'arredamento era per la maggior parte costituito da mobili antichi, che vennero acquistati per l'occasione. La contrada non era però proprietaria dell'immobile, ma pagava un affitto.
Nel 1997 il rione si è trasferito in una sede situata in via Dante 21, ovvero a un numero civico che richiama, come accennato, il soprannome dell'antico borgo di Legnanello, vale a dire "il paese del ventuno" (in dialetto legnanese, "ul paés dul vintùn"). La nuova sede, che è di proprietà della contrada, ospita al piano terreno un bar, la segreteria e una sala d'armi che può ospitare un centinaio di persone, mentre al piano superiore trovano posto la sala del consiglio e la sala dei costumi. Il maniero della contrada Legnarello comprende anche un piccolo cortile interno che è adoperato principalmente nella stagione estiva.

## I colori ed il gonfalone

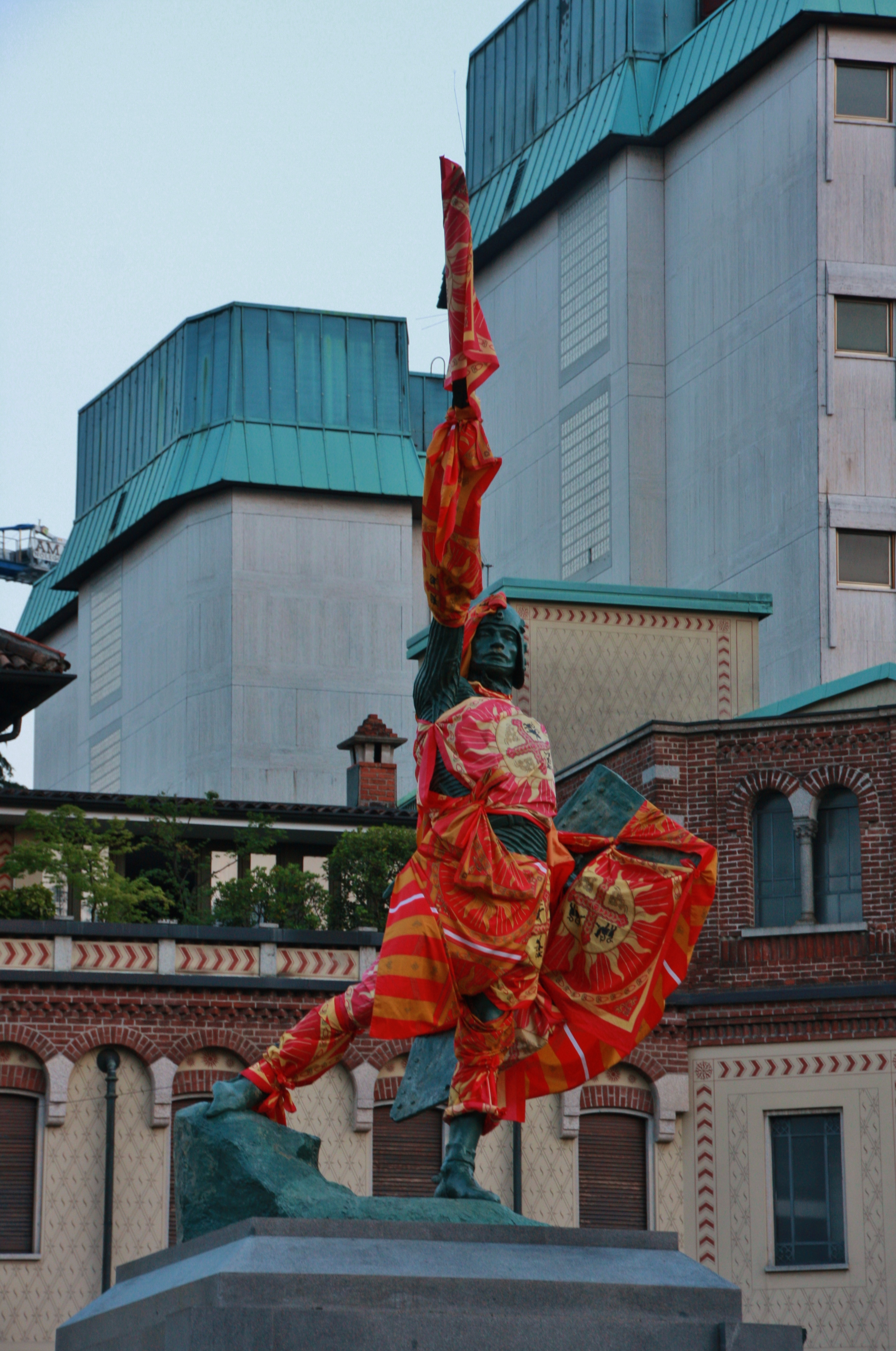
Il monumento al Guerriero di Legnano bardato con le bandiere Legnarello per la vittoria al palio del 2015

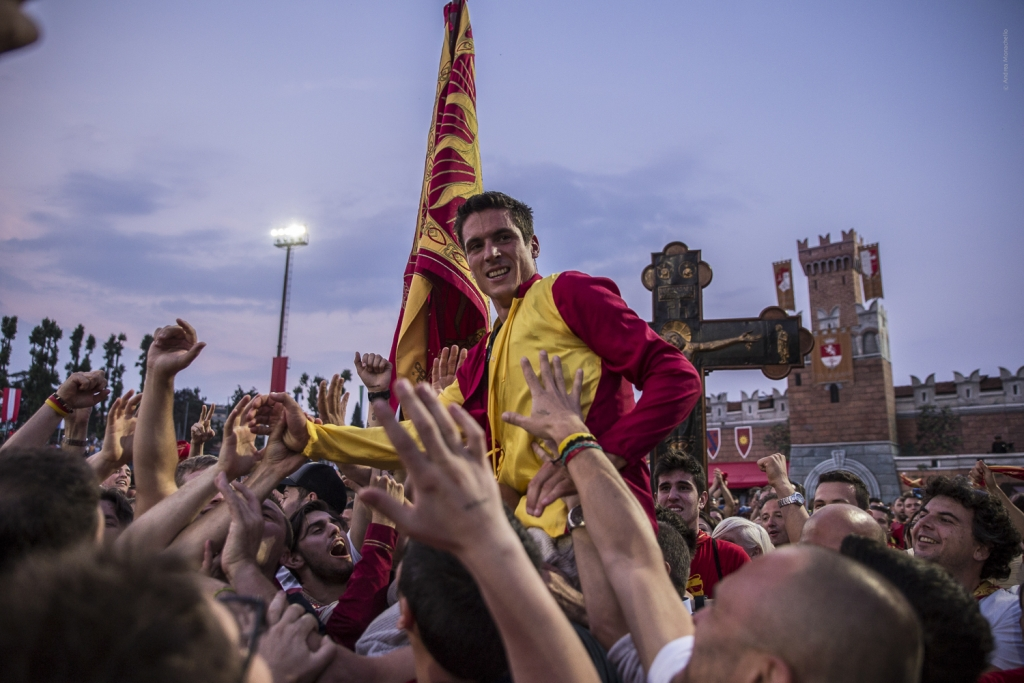
Vittoria della contrada di Legnarello al palio di Legnano 2015

I colori ed il gonfalone di Legnarello sono legati ad una leggenda e ad un fatto storico. Entrambe le spiegazioni sono riconducibili al dominio spagnolo sul Ducato di Milano, durante il quale Legnanello diventò un quartiere gentilizio abitato da nobili iberici. Il rosso ed il giallo, oltre che i colori di Legnarello, sono infatti anche i colori nazionali spagnoli.
La leggenda racconta che l'hidalgo don Pedro de Torquemada, abitante a Legnanello, era solito indossare in combattimento degli abiti per metà rossi e per metà gialli. Nonostante l'alta visibilità degli indumenti, i suoi nemici non riuscirono mai a colpirlo e quindi il nobile spagnolo decise di issare sulla sua dimora una bandiera rossa con un sole giallo, simboli che vennero poi fatti propri dalla contrada Legnarello.
Il fatto storico è invece collegato a donna Consuelo dei Melzi D'Eril; la nobildonna spagnola morì di peste nel 1621, e come lascito stabilì che nella sua casa a Legnanello si sarebbero dovuti conservare i vessilli giallo-rossi del governatore di Cordova. Queste insegne diventarono poi il simbolo della contrada Legnarello.

## La festa del "Caru mi, Caru ti"
La festa della contrada coincide con quella della Candelora, solennità religiosa in occasione della quale numerose spose dell'anno si confidavano reciprocamente le loro delusioni con il famoso detto, in dialetto legnanese, "Caru ti, se mi 'l savévu, mai pü sa maridévu" (in italiano, "Cara te, se l'avessi saputo, non mi sarei mai sposata").
Successivamente questo detto è stato utilizzato per ribattezzare la solennità religiosa della Candelora come la festa del "Caru mi, Caru ti" (it. "Cara me, cara te"), che cade il 2 febbraio.

## Albo d'oro delle reggenze
L'albo d'oro delle reggenze della contrada Legnarello è:
| Anno | Capitano             | Castellana                  | Gran priore          | Scudiero            |
| --- | -------------------- | --------------------------- | -------------------- | ------------------- |
| 1935 | Pino Mocchetti       | Francesca Mistretta         | -                    | -                   |
| 1936 | Pino Mocchetti       | -                           | -                    | -                   |
| 1937 | Piero Pavan          | -                           | -                    | -                   |
| 1938 | Battista Colombo     | -                           | -                    | -                   |
| 1939 | Battista Colombo     | -                           | -                    | -                   |
| Dal 1940 al 1951 tutte le attività relative al palio di Legnano sono state sospese a causa delle vicende belliche legate alla seconda guerra mondiale |                      |                             |                      |                     |
| 1952 | Battista Colombo     | -                           | -                    | -                   |
| 1953 | Dario Oldrini        | -                           | -                    | -                   |
| 1954 | Dario Oldrini        | -                           | -                    | -                   |
| 1955 | Benigno Sassi        | -                           | -                    | -                   |
| 1956 | Emilio Guidi         | Teresa Colombo              | -                    | -                   |
| 1957 | Emilio Guidi         | -                           | -                    | -                   |
| 1958 | Emilio Guidi         | -                           | -                    | -                   |
| 1959 | Emilio Guidi         | -                           | -                    | -                   |
| 1960 | Roberto Caironi      | Rosanna Re                  | -                    | -                   |
| 1961 | Roberto Caironi      | Rosanna Re                  | -                    | -                   |
| 1962 | Roberto Caironi      | Tullia Dell'Acqua           | -                    | -                   |
| 1963 | Giuseppe Caironi     | Adele Cozzi                 | -                    | -                   |
| 1964 | Giuseppe Caironi     | Carla Pagani                | -                    | -                   |
| 1965 | Sergio Rampinini     | Adele Cozzi                 | -                    | -                   |
| 1966 | Enrico Martignoni    | Luisella Morelli            | -                    | -                   |
| 1967 | Felice Musazzi       | Tina Giudici                | -                    | -                   |
| 1968 | Felice Musazzi       | Giudici Tina                | -                    | -                   |
| 1969 | Felice Musazzi       | Marinella Grossi            | -                    | -                   |
| 1970 | Anton Vico Grossi    | Tiziana Macchi              | -                    | -                   |
| 1971 | Giuseppe Macchi      | Tiziana Macchi              | Cesare Crespi        | -                   |
| 1972 | Armando Castiglioni  | Gabriella Castiglioni       | Felice Musazzi       | -                   |
| 1973 | Armando Castiglioni  | Fiorella Mazza              | Antonio Mocchetti    | -                   |
| 1974 | Alberto Toia         | Alessandro Faraone          | Antonio Mocchetti    | -                   |
| 1975 | Dino Senati          | Alessandra Faraone          | Antonio Mocchetti    | -                   |
| 1976 | Dino Senati          | Liana Sommaruga             | Antonio Mocchetti    | -                   |
| 1977 | Angelo Colombo       | Raffaella Ambrosi           | Armando Castiglioni  | -                   |
| 1978 | Angelo Colombo       | Raffaella Ambrosi           | Gelsomino Ambrosi    | -                   |
| 1979 | Emilio Castiglioni   | Rita Re                     | Tiberio Vegetti      | -                   |
| 1980 | Pierantonio Ferrario | Roberta Vanzini             | Tiberio Vegetti      | -                   |
| 1981 | Pierantonio Ferrario | Silvia Favini               | Mirko Ciapparelli    | -                   |
| 1982 | Alberto Castellini   | Silvia Favini               | Mirko Ciapparelli    | -                   |
| 1983 | Pierantonio Ferrario | Silvia Favini               | Mirko Ciapparelli    | -                   |
| 1984 | Pierantonio Ferrario | Rossella Oldrini            | Alberto Castellini   | -                   |
| 1985 | Pierantonio Ferrario | Rossella Oldrini            | Alberto Castellini   | -                   |
| 1986 | Claudio Cambrai      | Rossella Oldrini            | Alberto Castellini   | -                   |
| 1987 | Claudio Cambrai      | Maria Antonietta Castellini | Alberto Castellini   | -                   |
| 1988 | Claudio Cambrai      | Maria Antonietta Castellini | Alberto Castellini   | -                   |
| 1989 | Claudio Cambrai      | Maria Antonietta Castellini | Alberto Castellini   | -                   |
| 1990 | Claudio Cambrai      | Emanuela Cambrai            | Alberto Castellini   | -                   |
| 1991 | Walter Barrichello   | Emanuela Cambrai            | Renzo Ruffini        | -                   |
| 1992 | Franco Caironi       | Alessandra Gariboldi        | Renzo Ruffini        | -                   |
| 1993 | Pierantonio Ferrario | Alessandra Gariboldi        | Renzo Ruffini        | -                   |
| 1994 | Pierantonio Ferrario | Ivana Negri                 | Ettore Luraghi       | -                   |
| 1995 | Pierantonio Ferrario | Ivana Negri                 | Ettore Luraghi       | -                   |
| 1996 | Pierantonio Ferrario | Eleonora Caironi            | Ettore Luraghi       | -                   |
| 1997 | Pierantonio Ferrario | Eleonora Caironi            | Marco Garantola      | -                   |
| 1998 | Dino Senati          | Consuelo Ringoli            | Marco Garantola      | Andrea Muroni       |
| 1999 | Dino Senati          | Consuelo Ringoli            | Marco Garantola      | Andrea Muroni       |
| 2000 | Dino Senati          | Consuelo Ringoli            | Marco Garantola      | Riccardo Jelo       |
| 2001 | Giorgio Senati       | Veronica Bertoli            | Marco Garantola      | Alessandro Mengoli  |
| 2002 | Pierantonio Ferrario | Manuela Pinciroli           | Marco Garantola      | Alessandro Mengoli  |
| 2003 | Andrea Muroni        | Gaia Sansottera             | Romano Colombo       | Alessandro Mengoli  |
| 2004 | Pierantonio Ferrario | Gaia Sansottera             | Romano Colombo       | Alessandro Mengoli  |
| 2005 | Pierantonio Ferrario | Sara Franciosi              | Romano Colombo       | Alessandro Mengoli  |
| 2006 | Pierantonio Ferrario | Sara Franciosi              | Romano Colombo       | Alessandro Mengoli  |
| 2007 | Pierantonio Ferrario | Chiara Senati               | Romano Colombo       | Alessandro Mengoli  |
| 2008 | Antonio Provasio     | Chiara Senati               | Romano Colombo       | Alessandro Mengoli  |
| 2009 | Antonio Provasio     | Sara Parotti                | Ennio Palamidese     | Luca Meroni         |
| 2010 | Paolo Cristiani      | Sara Parotti                | Ennio Palamidese     | Francesco Locatelli |
| 2011 | Paolo Cristiani      | Sonia Ruffini               | Pierantonio Ferrario | Francesco Locatelli |
| 2012 | Paolo Cristiani      | Sonia Ruffini               | Pierantonio Ferrario | Francesco Locatelli |
| 2013 | Paolo Cristiani      | Michela Sala                | Pierantonio Ferrario | Francesco Locatelli |
| 2014 | Paolo Cristiani      | Michela Sala                | Alessandro Mengoli   | Simone Cellot       |
| 2015 | Paolo Cristiani      | Michela Sala                | Alessandro Mengoli   | Simone Cellot       |
| 2016 | Paolo Cristiani      | Silvia Picenni              | Alessandro Mengoli   | Luca Lavazza        |
| 2017 | Paolo Cristiani      | Silvia Picenni              | Alessandro Mengoli   | Luca Lavazza        |
| 2018 | Stefano Cambrai      | Lucia Alli                  | Alessandro Mengoli   | Andrea Castiglioni  |
| 2019 | Stefano Cambrai      | Lucia Alli                  | Alessandro Mengoli   | Andrea Castiglioni  |
| 2020 | Stefano Cambrai      | Francesca Bandera           | Roberto Guidi        | Federico Nieddu     |
| 2021 | Stefano Cambrai      | Francesca Bandera           | Roberto Guidi        | Federico Nieddu     |
| 2022 | Matteo Masnata       | Francesca Bandera           | Roberto Guidi        | Matteo Brusa        |
| 2023 | Matteo Masnata       | Francesca Bandera           | Alessandro Mengoli   | Matteo Brusa        |
| 2024 | Diego Tomalino       | Michela Sala                | Alessandro Mengoli   | Luca Lavazza        |

Nota: in grassetto le reggenze che hanno retto la contrada in occasione delle vittorie al palio.

## Contrade avversarie
- Sant'Ambrogio in un episodio alla fine del Palio di Legnano 2015, durante la traslazione del "Crocione"[34].

## La contrada ed il palio
La contrada Legnarello ha conquistato 13 vittorie al Palio: 1936, 1952, 1953, 1954, 1965, 1966, 1983, 1989, 1991, 2015, 2017, 2023 e 2024.
| N° vittoria | Anno | Capitano             | Fantino                          | Cavallo          |
| ----------- | ---- | -------------------- | -------------------------------- | ---------------- |
| 1           | 1936 | Pino Mocchetti       | Vittorio Ciapparelli             | Lugano           |
| 2           | 1952 | Battista Colombo     | Angelo Lorenzetti                | Muccia           |
| 3           | 1953 | Dario Oldrini        | Angelo Lorenzetti                | Noia             |
| 4           | 1954 | Dario Oldrini        | Angelo Lorenzetti                | Muccia           |
| 5           | 1965 | Sergio Rampinini     | Maurizio Franchini               | Tigri            |
| 6           | 1966 | Enrico Martignoni    | Maurizio Franchini               | Tigri            |
| 7           | 1983 | Pierantonio Ferrario | Massimo Alessandri detto Bazzino | Raggio di Sole   |
| 8           | 1989 | Claudio Cambrai      | Salvatore Ladu detto Cianchino   | Veronica Gambara |
| 9           | 1991 | Walter Barrichello   | Tonino Cossu detto Cittino II    | Pitheos          |
| 10          | 2015 | Paolo Cristiani      | Giovanni Atzeni detto Tittìa     | Guerriero        |
| 11          | 2017 | Paolo Cristiani      | Giovanni Atzeni detto Tittìa     | Bam Bam          |
| 12          | 2023 | Matteo Masnata       | Antonio Siri detto Amsicora      | Woody Woodpecker |
| 13          | 2024 | Diego Tomalino       | Antonio Siri detto Amsicora      | Woody Woodpecker |

La contrada ha anche vinto cinque edizioni della provaccia (2006, 2012, 2015, 2017 e 2022) realizzando in due occasioni il "cappotto" (2015 e 2017).

### Esplicative
1. 1 2 3  Cfr. le due topografie di Legnano (datate 1850 e 1904) che sono presenti nel testo Profilo storico della città di Legnano a p. 348 e a p. 349.
2. ↑  Cfr. le due topografie di Legnano (datate 1925 e 1938) che sono presenti nel testo Profilo storico della città di Legnano a p. 352 e a p. 353.
3. ↑  I "manieri" sono le sedi delle contrade di Legnano.

### Bibliografiche
1. 1 2  D'Ilario, 2000, p. 4.
2. 1 2 3 4 5 6 7 8   La contrada e il suo territorio, su contradalegnarello.it. URL consultato il 30 marzo 2016.
3. ↑  Agnoletto, p. 70.
4. 1 2  Agnoletto, p. 21.
5. ↑   Profilo storico su sito web istituzionale, su legnano.org. URL consultato il 13 luglio 2011 (archiviato dall'url originale il 17 aprile 2007).
6. ↑  PLIS Parco dei Mulini, indagine conoscitiva finalizzata alla redazione del piano del parco, 2012
7. ↑  Macchione, p. 324.
8. 1 2  Agnoletto, p. 31.
9. 1 2 3  Autori vari, p. 180.
10. 1 2 3  D'Ilario, 1984, p. 40.
11. ↑  D'Ilario, 1984, pp. 208-209.
12. ↑  Ferrarini, p. 21.
13. ↑  D'Ilario, 2000, p. 8.
14. ↑  D'Ilario, 1984, p. 17.
15. ↑  Ferrarini, p. 48.
16. ↑   Giorgio D'Ilario, La chiesa della Purificazione (oggi S. Rita) per tre secoli utilizzata come Parrocchia, in La Martinella, n. 8. URL consultato il 12 luglio 2011 (archiviato dall'url originale il 26 maggio 2007).
17. ↑   Legnano 1943 - Da "altomilaneseinrete.it", su altomilaneseinrete.it. URL consultato il 17 luglio 2011 (archiviato dall'url originale l'8 maggio 2014).
18. ↑  Autori vari, p. 126.
19. ↑   Regolamento generale del Palio di Legnano (PDF), su paliodilegnano.it. URL consultato il 4 aprile 2014 (archiviato dall'url originale il 24 settembre 2015).
20. ↑   La chiesa del Santo Redentore a Legnanello fu costruita in un anno a forma di basilica, su legnano.org. URL consultato il 4 aprile 2014 (archiviato dall'url originale il 14 settembre 2007).
21. 1 2   La chiesa della Purificazione (oggi S. Rita) per tre secoli utilizzata come Parrocchia, su legnano.org. URL consultato il 4 aprile 2014 (archiviato dall'url originale il 26 maggio 2007).
22. ↑  Ferrarini, p. 178.
23. ↑   Dedicato alla santa di Lisieux il Santuario dei Carmelitani, su legnano.org. URL consultato il 31 marzo 2016 (archiviato dall'url originale il 18 luglio 2007).
24. ↑   Storia dell'istituto Barbara Melzi di Legnano (PDF) [collegamento interrotto], su istitutobarbaramelzi.it. URL consultato il 29 marzo 2016.
25. ↑   Legnano e la sua storia (PDF), su legnanocarroccio.it. URL consultato il 31 marzo 2016 (archiviato dall'url originale il 9 aprile 2016).
26. ↑  D'Ilario, 2003, p. 37.
27. ↑  Agnoletto, p. 32.
28. 1 2 3 4 5 6 7 8  Autori vari, p. 198.
29. ↑   Lo stemma di Contrada è uno scudo lombardo con sole a dodici raggi in oro con rossa croce al centro, su sfondo rosso., su contradalegnarello.it. URL consultato il 7 aprile 2014.
30. ↑   Contrada Legnarello, su collegiodeicapitani.it. URL consultato il 4 aprile 2014.
31. ↑   La Candelora: festività della Contrada, su contradalegnarello.it. URL consultato il 4 aprile 2014.
32. ↑   Storico delle reggenze, su contradalegnarello.it. URL consultato il 5 agosto 2017.
33. ↑   L'albo d'oro del Palio di Legnano, su contradalegnarello.it. URL consultato il 4 aprile 2014.
34. ↑   Traslazione della Croce: Sant'Ambrogio contro Legnarello, su ilgiorno.it. URL consultato il 13 maggio 2016.
35. ↑   L'albo d'oro del Palio di Legnano, su contradalegnarello.it. URL consultato il 4 aprile 2014.
36. ↑   La Provaccia, su contradalegnarello.it. URL consultato il 29 maggio 2017.